# Alexander Macdonald, Lord of Islay

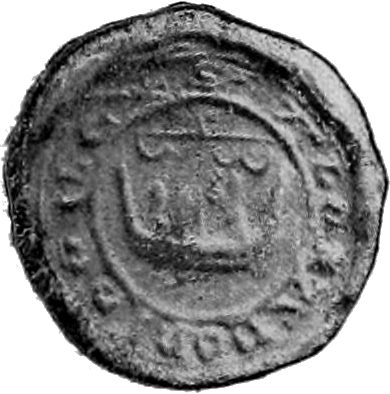
Siegel von Alexander Macdonald

Alexander Macdonald, Lord of Islay (auch Alasdair Óg Mac Domhnaill) († 1299) war ein schottischer Adliger.

## Herkunft und Kindheit
Alexander entstammte der Familie Macdonald, einer der führenden Adelsfamilien der westschottischen Inseln. Er war der älteste Sohn von Angus Mor, Lord of Islay. Sein Vater benannte ihn als Zeichen seiner Loyalität nach dem schottischen König Alexander II. Dennoch musste sein Vater im norwegisch-schottischen Krieg 1263 seinen Oberherrn, den norwegischen König unterstützen. 1264 unterwarf er sich aber dem schottischen König Alexander III. und musste seinen ältesten Sohn, vermutlich Alexander, mit seiner Amme als Geisel nach Ayr schicken.

## Rolle im Schottischen Thronfolgestreit
Nach dem Tod von König Alexander III. nahm Angus Mor am 20. September 1286 mit seinen Söhnen Alexander und Angus Og an einem Treffen mehrerer schottischen Magnaten in Turnberry Castle teil. Dabei versicherte Angus Mor, dass er in Irland die anglo-schottischen Magnaten Richard de Burgh, 2. Earl of Ulster und Thomas de Clare unterstützen würde. Dieses Treffen gilt als Beleg, dass Robert de Brus, Lord of Annandale den schottischen Thron beanspruchte, doch es sollte auch die Unterstützung der Iren durch die Macdonalds im Kampf gegen die englische Eroberung eindämmen. Als 1290 nach dem Tod der Thronerbin Margarete von Norwegen die schottische Thronfolge völlig ungeklärt war, war auch das Turnberry-Abkommen hinfällig. In der Folge unterstützten die Macdonalds wieder die Iren im Kampf gegen den Earl of Ulster. In dem Thronfolgestreit sollte schließlich der englische König Eduard I. über die Ansprüche der Anwärter auf den schottischen Thron entscheiden.

## Fehde mit den Macdougalls und Rolle im schottischen Unabhängigkeitskrieg
Obwohl Alexander Juliana, eine Schwester von Alexander Macdougall, Lord of Argyll geheiratet hatte, führte er mit diesem einen erbitterten Konflikt um die Vormacht in Westschottland. Beide wandten sich im Juli 1292 in Berwick an den englischen König Eduard I., der als Schiedsrichter über die Ansprüche der Thronanwärter auch die Oberherrschaft über Schottland beanspruchte. Der englische König wies die beiden Kontrahenten an, den Frieden zu wahren, damit der Konflikt nicht zu einer gewalttätigen Fehde führte. Sie sollten den Fall im September 1292 vor ein Parlament bringen, doch schließlich verwies der englisch König den Streit an die Guardians John Comyn of Badenoch und James Stewart. In dem Thronfolgestreit erklärte der englische König im November 1292 John Balliol zum rechtmäßigen König der Schotten. Balliol war mit Alexanders Rivalen Alexander Macdougall verwandt, den er Anfang 1293 zum Sheriff eines neu einzurichten Sheriffdoms in Westschottland ernannte. Alexander Macdonald wurde um diese Zeit nach dem Tod seines Vaters Lord of Islay. Aufgrund der Bevorzugung seines Rivalen Alexander Macdougall verweigerte er aber John Balliol die Huldigung für sein Erbe, das Islay, einen Teil von Jura und andere Inseln umfasste. 1295 wandte sich Alexander Macdonald an Eduard I., um Gerechtigkeit in seinem Streit mit John Balliol zu erhalten. Dabei sah er den englischen König weiter als Oberherrn von Schottland an, was der schottische König zurückwies. Um die Frage der englischen Oberherrschaft kam es Anfang 1296 zum Krieg zwischen England und Schottland. In einem raschen Feldzug konnte der englische König die Schotten schlagen und John Balliol zur Abdankung zwingen. Eduard I. ernannte nun Alexander Macdonald zu seinem Vertreter auf den westschottischen Inseln. Da Alexander Macdougall in dem Krieg in englische Gefangenschaft geraten war, nutzte Alexander Macdonald dies aus und besetzte Kintyre. In der Folge kam es zu einer erbitterten Fehde zwischen Alexander Macdonald, der vom Earl of Ross unterstützt wurde, und Alexander Macdougall und seiner Familie, die von den Macruaries von Garmoran unterstützt wurden. Dies führte dazu, dass Alexander Macdonald im schottischen Unabhängigkeitskrieg auf englischer Seite stand. 1297 beauftragte ihn der englische König, die Ordnung in Argyll und Ross wiederherzustellen. Alexander nutzte diese Stellung, um seine Gegner, die Macruaries zu verfolgen. Dazu besetzte er Cowal, eine Besitzung von James Stewart, der 1297 gegen den englischen König rebelliert hatte. Ohne aktive Unterstützung des englischen Königs war Alexander Macdonald aber seinen Gegnern Lachlan Macruarie, Alexander Macdougall und den Vasallen von John Comyn of Badenoch unterlegen. Noch 1297 wurden seine Besitzungen von Alexander Macdougall und von Unterstützern der Comyns verwüstet. 1299 fiel er mit vielen seiner Männer im Kampf gegen Alexander Macdougall.

## Ehe und Nachkommen
Alexander Macdonald hatte Juliana Macdougall geheiratet, eine Schwester seines Rivalen Alexander Macdougall. Er hatte vermutlich einen Sohn, Alexander, der bei seinem Tod aber noch zu jung war, um das Erbe zu übernehmen. Deshalb übernahm sein Bruder Angus Og das Erbe. Sein Sohn Alexander war vielleicht der Alexander of Islay, der als Neffe von Donald of Islay von König Robert I. 1308 aus dem Besitz der Macdougalls die Inseln Mull und Tiree erhielt.